# Oratemnus semidivisus
Oratemnus semidivisus är en spindeldjursart som beskrevs av Vladimir V. Redikorzev 1938. Oratemnus semidivisus ingår i släktet Oratemnus och familjen Atemnidae. Inga underarter finns listade i Catalogue of Life.